# SNK对卡普空 千年之战
《SNK对卡普空 千年之战》（又译作）是一款由SNK制作、SNK发行的格斗类游戏。本游戏于1999年11月30日在日本地区Neo Geo Pocket Color平台发行，2021年2月18日於Nintendo Switch推出了數位版，同年3月18日發售的《NeoGeo Pocket Selection Vol.1》裡也有收錄。本游戏共包括26位来自SNK的《餓狼傳說》、《龍虎之拳》、《侍魂》、《拳皇》、
《月華劍士》，和卡普空的《快打旋風》、《魔域幽靈》的角色，其中有8位是隐藏角色。遊戲也有多種對戰型式，遊戲系統上也有3種不同的系統供玩家選擇。

## 對戰型式
單人

單對單型式進行的對戰，三局兩勝制。
組合

二對二型式進行，能夠像《漫威vs卡普空》系列般即時換人的一回合戰鬥。輸入←+A+B能即時換人同時攻擊（能花1格氣條作出防禦取消換人），隊伍其中任何一人被打倒後另一人會立即補上。
隊伍

三對三型式進行的對戰，隊中角色會如《拳皇》般順次序出場，每回合分出勝負後打倒對手的一方會回復少許體力，被打倒的一方由隊伍下一人補上，繼續下一回合。

## 系統
以方向鍵進行移動、蹲下和跳躍，按鈕則用作攻擊。通常技分拳（A鈕）和腳（B鈕），短按為弱攻擊而長按則為強攻擊。
遊戲裡有3種系統供玩家選擇。共通操作為衝刺（→→，Counter系統不能使用）、急後退（←←）、挑釁（A+B）、倒地閃避（倒地一刻A+B，Counter系統不能使用）、防禦取消攻擊（擋格對手攻擊一刻→+A+B，需耗1節氣）。
Average

最簡單的系統。氣條類似《快打旋風ZERO》但只分兩節（第2節較第1節短），透過攻擊對手、受到或格檔對手攻擊蓄積，滿一節時可使用Lv.1超必殺技，兩節全滿時則可使用Lv.2超必殺技（不能只消耗1節氣使出Lv.1超必殺技）。
衝刺為前撲式。
Counter

類似《拳皇》的Extra系統。氣條透過自行按住↓+A+B自行蓄積，集滿後一定時間內進入Maximum狀態，攻擊力增加並可以使用1次Lv.1超必殺技（發動後強化狀態強制中止）。體力計降低至閃動時能隨時使出Lv.1超必殺技或在Maximum狀態中使用1次Lv.2超必殺技。沒有衝刺，取而代之可使用攻擊閃避（←+A+B）和閃避攻擊（攻擊閃避中按下A或B）。所有必殺技會隨機觸發暴擊（Critical）令攻擊力增加。
Rush

氣條分3節，和Average相似但是只能使出Lv.1超必殺技（消耗1節氣發動）。擁有類似《魔域幽靈》的連鎖攻擊系統，能夠使出「弱攻擊→另一種弱攻擊→強攻擊→另一種強攻擊」的連續技，代價是令通常技攻擊力變低。衝刺是奔跑式（莫莉卡和菲莉西亞會使用特殊的衝刺，能在衝刺中使出空中攻擊）。

## 參戰角色
下記角色列表裡同一列的角色為互相對應的競敵，他们会在第四关进行对决。
斜體字者為需解禁的隱藏角色。
| SNK角色                                     | 卡普空角色                         |
| ------------------------------------------- | ---------------------------------- |
| 草薙京（Kyo）                               | 隆（Ryu）                          |
| 泰利·波格（Terry）                          | 肯·馬斯特斯（Ken）                 |
| 八神庵（Iori）                              | 豪鬼（Akuma）                      |
| 不知火舞（Mai）                             | 春麗（Chun-Li）                    |
| 坂崎亮（Ryo）                               | 火引彈（Dan）                      |
| 娜可露露（Nakoruru）                        | 莫莉卡·安斯蘭特（Morrigan）        |
| 霸王丸（Haohmaru）                          | 桑吉爾夫（Zangief）                |
| 麻宮雅典娜（Athena）                        | 春日野櫻（Sakura）                 |
| 莉安娜（Leona）                             | 凱爾（Guile）                      |
| 一條明（Akari）                             | 菲莉西亞（Felicia)                 |
| 坂崎百合（Yuri）                            | 巴蕾塔（B.B.Hood）                 |
| 吉斯（Geese）                               | 維加（Bison）                      |
| 在月之夜藉著大蛇之血而發狂的庵（Wild Iori） | 從殺意之波動中甦醒的隆（Evil Ryu） |

## 遊戲模式
大會模式

通常的CPU戰模式，會視乎玩家所選的第一人屬SNK或卡普空角色影響部份關卡遇到的角色。第1至4關為淘汰賽，第4關勝利後會與競敵作出1對1的1回合對決，不問勝敗均會在完成後進行決賽。贏出決賽後會和3名親衛隊成員戰鬥（玩家第一人為SNK角色會遇到桑吉爾夫、豪鬼和莫莉卡，卡普空角色則遇到草薙京、霸王丸和莉安娜）。最后要与吉斯和維加的组合进行对决。若玩家之前在競敵戰獲勝，打倒吉斯和維加後會和隱藏頭目暴走庵（第一人為卡普空角色）或殺意隆（第一人為SNK角色）對打。
破關後會根據遊戲難度和玩家成績隨機敲破隱藏角色的九宮格型面板，面板全破便能解鎖隱藏角色。
奧林匹克模式

讓玩家挑戰特別戰和小遊戲的模式。玩家需要先選擇陣SNK或卡普空隊伍再選擇遊玩的項目，兩隊的經理人為莉姆露露（SNK）和神月花梨（卡普空）。

項目分為兩隊共有（只能以所選的隊伍的角色進行，對手全為對方隊伍的角色）和各隊專用兩種。

遊戲會跟據玩家成績給予玩家VS點數，用作購買各角色的隱藏超必殺技，也可以透過與其他遊戲聯動傳往另一遊戲。
Survival——挑戰連續擊倒100個對手的模式，每次擊倒對手均會回復少許體力。

Time Attack——挑戰以儘量短的時間擊倒5個對手的模式。

First Attack——進行10場雙方體力只有一點及時間只有10秒的情況下能贏多少場的模式，此模式下擋格必殺技不會被削減體力。

Target 9（SNK隊限定）——仿光槍射擊遊戲模式，玩家操控《鋼鐵蟲師》的馬爾可（輸入秘技能切換成菲歐）以手槍迎擊接踵而來的火星人。

Blade Arts（SNK隊限定）——比擬《侍魂》初代的獎勵關卡，玩家操控柳生十兵衛在限時內斬斷不斷冒出的稻草人。

Ghost Trick（卡普空隊限定）——《魔界村》主題的項目，玩家操控亞瑟在4個平台上來回跳躍，邊躲避紅惡魔邊收集財寶。

Cat Walk（卡普空隊限定）——菲莉西亞主演的音樂遊戲，玩家透過觀看譜面按下方向鍵、A和B進行演奏，有6首不同難度的樂曲。
練習模式

能夠自由設定雙方的角色和場地，也可以自行調整氣條狀況，無限體力開關及CPU一方的行動。
通信模式

分為「通信對戰」和「與其他遊戲通信」兩大類。

「通信對戰」為與有相同遊戲的Neo Geo Pocket Color聯機對戰，先選對戰型式再選角色和決定順序後開始遊戲。

「與其他遊戲通信」則是和指定的Neo Geo Pocket Color或Dreamcast遊戲聯動，用作把VS點數傳到別的遊戲，或把別的遊戲的成績用作解鎖本遊戲的隱藏要素。
其餘模式還有編輯「我的角色」、「記錄」等。

## 小知識
選擇角色時按住A鈕一段時間能選擇2P顏色。以此方法選娜可露露時會變成紫娜可露露，角色特寫的表情和勝利信息會有變化。
本作隱藏了一個劇情鑑賞模式。玩家可透過破關大會模式100次後，在片頭動畫開始的「SNK VS. CAPCOM」標誌出現時按Option鈕進入。
把本遊戲插入Neo Geo Pocket後啟動，會出現多種由SNK和卡普空角色說明的非兼容信息（共12種，《NeoGeo Pocket Color Selection Vol.1》裡收錄的本遊戲因為前SNK廣報員高津祥一郎涉嫌詐騙罪而刪除了由高津主持的信息）。看過此信息的遊戲要只需要破關大會模式1次即可解鎖上述的劇情鑑賞模式。

## 評價
《Fami通》杂志给与本游戏30/40的评分。